# Dasineura urticae
Cécidomyie des orties
Espèce
Dasineura urticae, la cécidomyie de l'ortie, est une espèce d'insectes diptères nématocères de la famille des Cecidomyiidae, dont la plante hôte est l'ortie.
Les larves de Dasineura urticae se développent dans les nervures, les pétioles des feuilles, les pédoncules des fleurs et même parfois dans les tiges d'orties dioïques (Urtica dioica) et d'ortie brûlante (Urtica urens). Les galles sont donc créées par ce moucheron qui est aussi appelé Dasyneura urticae.

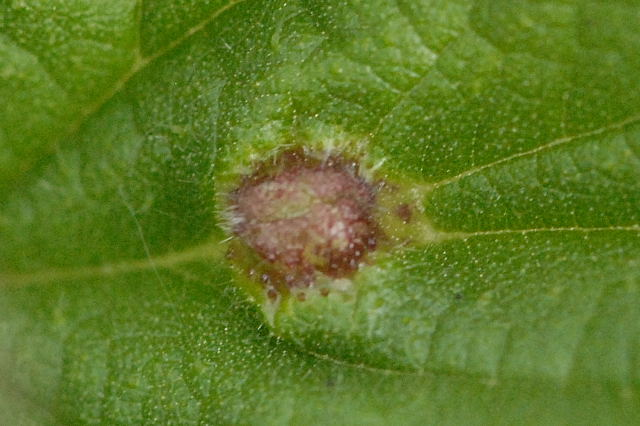
Galle sur limbe d'ortie dioïque.

## Synonymes
- Perrisia urticae ;
- Cecidomyia urticae[3].

## Description

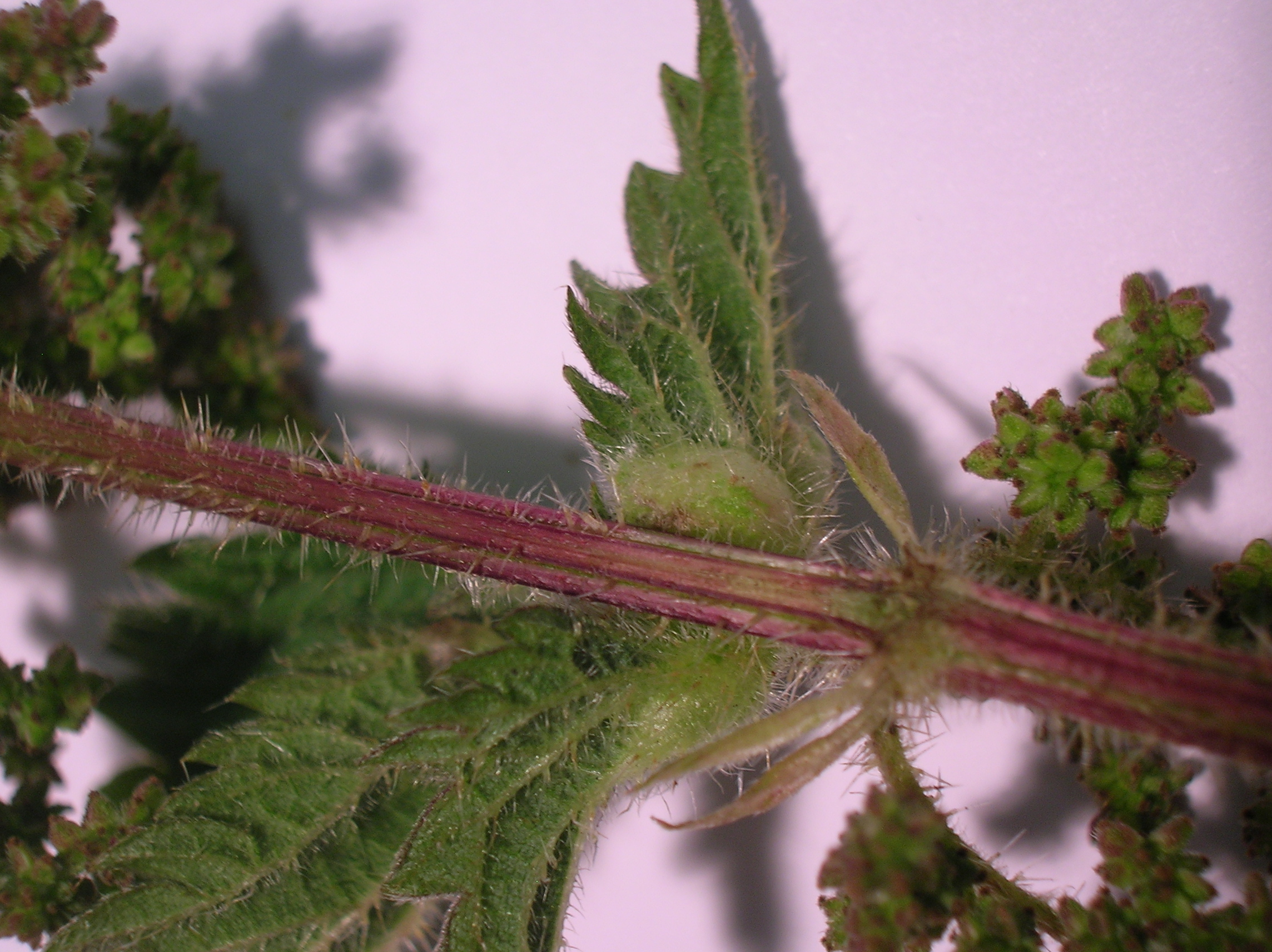
Galle sur pétiole dortie dioïque.

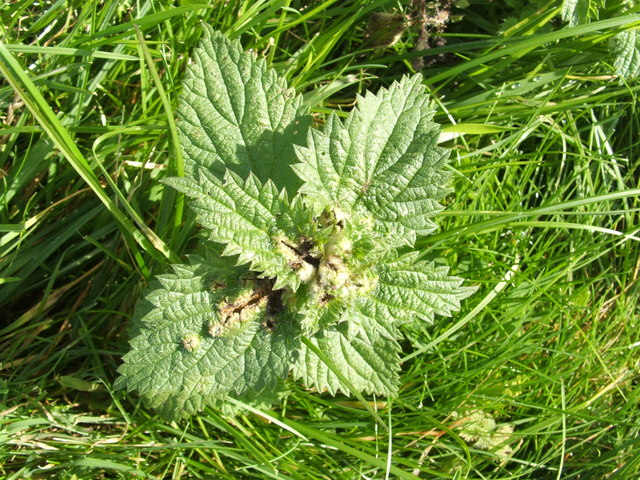
Sur ortie brûlante, Urtica urens.

L'insecte ne fait pas plus d'un à deux millimètres et pond ses œufs sur la plante, ce qui provoque des galles.
Les galles sont de forme irrégulière, lisses, souvent brillantes et d'une couleur allant du violet rougeâtre au vert pâle, montrant des cloisons épaisses avec une ouverture étroite en fente, normalement en-dessous.
Ces "galles de l'ortie" sont des épaississements arrondis blanchâtres ou verdâtres, en saillie sur les deux faces (sur la base du limbe, mais aussi sur le pétiole et dans l'inflorescence).
Leur taille varie de 3 à 8 mm. Elles sont souvent proches les unes des autres, sur les mêmes parties de la plante et peuvent parfois se confondre entre elles,. Les galles se trouvent principalement autour de l'apex en croissance et montrent une large variété de formes, dépendant de la partie sur laquelle elles se trouvent.

## Cycle de vie

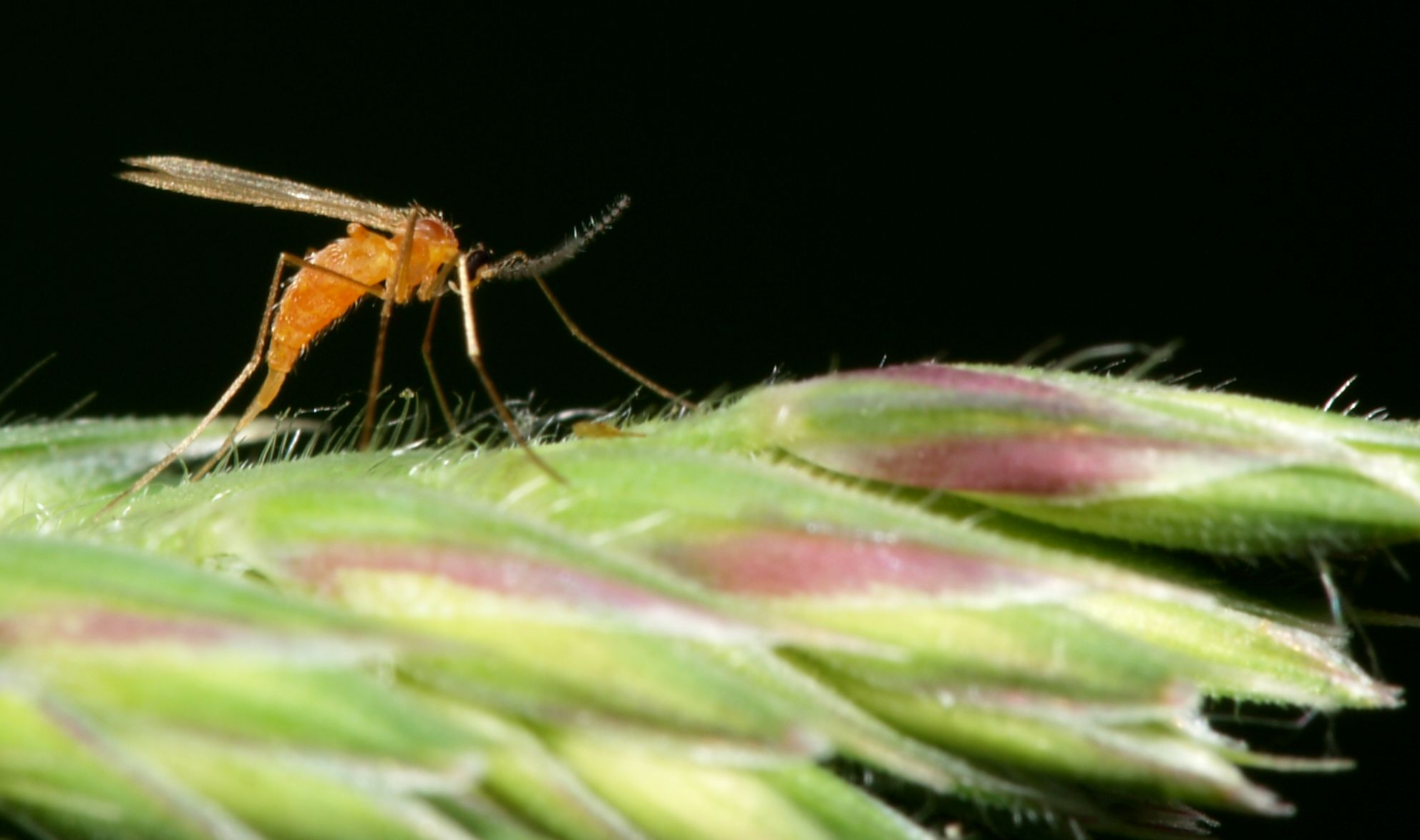
Une cécidomyie typique, pondant sur graminée.

Plusieurs ou parfois une seule larve blanche sont trouvées dans chaque galle, se nourrissant des tissus de la plante hôte.
Les galles se voient dès le mois de mai, les insectes étant matures en septembre. À ce moment, les larves quittent leur galle et entament leur pupation dans le sol. Les adultes émergent au printemps suivant et le cycle reprend.

## Prédateurs
Des larves rouges, roses ou orange sont parfois trouvées dans les galles : ce sont les prédateurs des cécidomyies.

## Distribution
Ce moucheron n'est pas très fréquent mais se rencontre un peu partout en Europe.

### Sources
- Darlington, Arnold (1968). The Pocket Encyclopaedia of Plant Galls in colour. Pub. Blandford Press. Dorset.  (ISBN 0-7137-0748-8).
- Redfern, Margaret & Shirley, Peter (2002). British Plant Galls. Identification of galls on plants & fungi. AIDGAP. Shrewsbury : Field Studies Council.  (ISBN 1-85153-214-5).
- Stubbs, F. B. Edit. (1986) Provisional Keys to British Plant Galls. Pub. Brit Plant Gall Soc.  (ISBN 0-9511582-0-1).